# ديفيد إس. س. تشو
ديفيد إس. س. تشو (بالإنجليزية: David S. C. Chu)‏ هو اقتصادي أمريكي، ولد في 28 مايو 1944 في نيويورك في الولايات المتحدة.